# رباط عاني
الرِّباطُ العانِيّ (بالإنجليزية: Pectineal ligament)‏ ويُسمى أيضاً  رباط كوبر (بالإنجليزية: Cooper ligament)‏ أو رباط كوبر الأربي (بالإنجليزية: Inguinal ligament of Cooper)‏، هوَ امتداد الرِّباطُ الجَوْبِي والذي يَمر على الخط العاني لعظم العانة، ويُعتبر الرباط العاني الحَد الخَلفي للحلقة الفخذية.
تَم وصف هذا الرباط من قِبل الجراح الإنجليزي أستلي كوبر في عام 1804، حيثُ ذكر أنَّه عبارة عن هيكل قوي يحمل الدرز بشكلٍ جيد، كما أنهُ يُسهل إعادة هيكلة أرضية النفق الأربي. تم استعمال هذه الطريقة غير الاصطناعية لإصلاح الفتق الأربي من قبل الجراح جورج لوثيسن في النمسا، وتحمل هذه الطريقة اسمه حالياً.